# No habrá paz para los malvados
No habrá paz para los malvados is een Spaanse film uit 2011, geregisseerd door Enrique Urbizu.

## Verhaal
Santos Trinidad (José Coronado) is een ervaren politieman die ooit een modelofficier was bij de inlichtingeneenheid. Inmiddels is hij gedegradeerd en houdt hij zich bezig met het opsporen van vermiste personen. Op een avond drinkt hij te veel en raakt hij onbedoeld betrokken bij een schietpartij. Drie mensen zijn dood en een getuige is op de vlucht. Santos ruimt de plaats delict op en gaat op zoek naar de getuige. Al gauw ontdekt hij een crimineel netwerk van prostitutie en drugshandel dat dient om een veel geavanceerder en gevaarlijker plan te financieren.

## Rolverdeling
| Acteur              | Personage       |
| ------------------- | --------------- |
| José Coronado       | Santos Trinidad |
| Rodolfo Sancho      | Rodolfo         |
| Helena Miquel       | Chacón          |
| Juanjo Artero       | Leiva           |
| Pedro María Sánchez | Ontiveros       |
| Younes Bachir       | Rachid          |

## Ontvangst

### Recensies
Op Rotten Tomatoes geven 2 recensenten de film een positieve recensie.

### Prijzen en nominaties
De film won 21 prijzen en werd voor 14 andere genomineerd. Een selectie:
| Jaar | Evenement                    | Categorie                | Genomineerde                                   | Resultaat   |
| ---- | ---------------------------- | ------------------------ | ---------------------------------------------- | ----------- |
| 2011 | San Sebastián (59ste editie) | Gouden Schelp            | No habrá paz para los malvados                 | Genomineerd |
| 2012 | Premios Goya (26ste editie)  | Beste film               | No habrá paz para los malvados                 | Gewonnen    |
| 2012 | Premios Goya (26ste editie)  | Beste regisseur          | Enrique Urbizu                                 | Gewonnen    |
| 2012 | Premios Goya (26ste editie)  | Beste acteur             | José Coronado                                  | Gewonnen    |
| 2012 | Premios Goya (26ste editie)  | Beste mannelijke bijrol  | Juanjo Artero                                  | Genomineerd |
| 2012 | Premios Goya (26ste editie)  | Beste origineel scenario | Enrique Urbizu, Michel Gaztambide              | Gewonnen    |
| 2012 | Premios Goya (26ste editie)  | Beste camerawerk         | Unax Mendía                                    | Genomineerd |
| 2012 | Premios Goya (26ste editie)  | Beste montage            | Pablo Blanco                                   | Gewonnen    |
| 2012 | Premios Goya (26ste editie)  | Beste artdirector        | Antón Laguna                                   | Genomineerd |
| 2012 | Premios Goya (26ste editie)  | Beste productiemanager   | Paloma Molina                                  | Genomineerd |
| 2012 | Premios Goya (26ste editie)  | Beste geluid             | Licio Marcos de Oliveira, Nacho Royo-Villanova | Gewonnen    |
| 2012 | Premios Goya (26ste editie)  | Beste speciale effecten  | Raúl Romanillos, Chema Remacha                 | Genomineerd |
| 2012 | Premios Goya (26ste editie)  | Beste kostuums           | Patricia Monné                                 | Genomineerd |
| 2012 | Premios Goya (26ste editie)  | Beste grime en haarstijl | Montse Boqueras, Nacho Díaz, Sergio Pérez      | Genomineerd |
| 2012 | Premios Goya (26ste editie)  | Beste filmmuziek         | Mario de Benito                                | Genomineerd |